# Christopher Franke
Christopher Franke (Berlim, 6 de Abril de 1953) foi membro do grupo de música eletrônica alemão Tangerine Dream, com Edgar Froese e Peter Baumann de 1970 até 1988.
Ele originalmente tocava bateria, mas começou a tocar sintetizador quando o grupo se afastou de seu estilo original rock psicodélico. Desde a sua saída do grupo, ele fundou os selos Sonic Images, o Earthtone New Age Music e o Berlin Symphonic Film Orchestra, e produziu muitos trabalhos solo. Ele se mudou-se para Los Angeles, Califórnia em 1991 para tentar trabalhar em filmes. Ele também foi o compositor da série de ficção científica  Babylon 5, além de compor o tema de Tenchi Muyo! in Love.

## Discografia solo
- Pacific Coast Highway (1991)
- Universal Soldier (1992)
- London Concert (1992)
- New Music for Films Vol. 1 (1993)
- Raven (1994)
- Babylon 5 (1995)
- Klemania (1993)
- Perry Rhodan - Pax Terra (1996)
- The Celestine Prophecy (1996)
- Tenchi the Movie: Tenchi Muyo! in Love (1996; re-lançado em 2002)
- Enchanting Nature (1996)
- Babylon 5, volume 2: Messages from Earth (1997)
- Pacific Blue (1997)
- Transformation of Mind (1997)
- Epic (1999)
- New Music for Films Vol. 2 (2000)
- The Calling (2000)
- The Best of Babylon 5 (2001)
- What the Bleep Do We Know!? (2004)